# Edmund Schaefer
Edmund Schaefer (* 9. Juni 1880 in Bremen; † 24. November 1959 in Unterwössen bei München), der später auch als Schaefer-Osterhold signierte, war ein Graphiker, Maler und Professor an Kunsthochschulen.

## Leben
1897 bis 1907 absolvierte Schaefer eine Ausbildung an den Kunstgewerbeschulen in Stuttgart und München, war an der Stuttgarter Kunstakademie Schüler von Friedrich von Keller und vor allem in Dresden von Carl Bantzer. Um 1909 lehrte er an der Akademie in Kassel. Zwischen 1907 und 1910 hielt er sich zeitweise in Worpswede auf, war aber 1907 und 1908 in Bremen gemeldet.
Zwischen 1907 und 1910 unterhielt Schaefer eine schwärmerische Liebesbeziehung zu Martha Vogeler, die seine Zuneigung durchaus erwiderte.
Schaefer machte auch längere Reisen nach Paris und 1911 eine Schiffsreise in den Nahen und Fernen Osten mit Rückfahrt durch Sibirien. 1913 wurde er Lehrer an der Kunstgewerbeschule Charlottenburg, war dort 1921 Professor und blieb dort wohl auch nach deren Eingliederung in die Vereinigte Staatsschulen für Freie und Angewandte Kunst (1924–1939). Nach dem Zweiten Weltkrieg wohnt er in Agg bei Marquartstein (Oberbayern). Seine Sammlung von volkskundlich bemerkenswertem Holzspielzeug des 19. Jahrhunderts ging an das Focke-Museum Bremen.
Edmund Schaefer war Mitglied im Deutschen Künstlerbund. Er war 1940 mit zwei Bildern auf der Großen Deutschen Kunstausstellung in München vertreten. Schaefer stand 1944 in der Gottbegnadeten-Liste des Reichsministeriums für Volksaufklärung und Propaganda.
Er war ein Cousin von Paula Modersohn-Becker.

## Werk
Seine frühesten Werke, wie die Mappe mit 10 Lithographien aus „Alt-Bremen“ von 1909 gehören mit ihren reduzierten Ausdrucksmitteln und ihrer zarten, tonigen Farbigkeit zu seinen aus heutiger Sicht überzeugendsten Schöpfungen. Eine Folge von acht Holzstichen, betitelt Erzählungen aus dem Orient entstand um 1911–1920. Nach dem Zweiten Weltkrieg wandte er sich stärker der Malerei zu, seine Formensprache widmete sich seitdem überwiegend religiösen Themen und südlichen Landschaften. So gestaltete er 1958 eine Altarwand in der Erlöserkirche Marquartstein (1987 übermalt). Sein übriges künstlerisches Werk, vor allem seiner Spätzeit, ist verstreut; die Kunsthalle Bremen (Graphik, zwei Gemälde) und das Focke-Museum Bremen (frühe Graphik) besitzen einzelne seiner Arbeiten.

## Einzelbelege
1. ↑  Edmund Schaefer-Osterhold 1880 Bremen – Marquartstein 1959 Archivierte Kopie (Memento des Originals vom 14. Januar 2017 im Internet Archive)  Info: Der Archivlink wurde automatisch eingesetzt und noch nicht geprüft. Bitte prüfe Original- und Archivlink gemäß Anleitung und entferne dann diesen Hinweis.
2. ↑  lt. Brief E.Schaefer an Frl.N., 5. Oktober 1959, Focke-Museum Bremen
3. ↑  Bremer Adressbuch von 1908 und 1910 (Die Adressbucheinträge "Am Wall 128" beziehen sich jeweils aufs Vorjahr!)
4. ↑  Gudrun Scabell: Martha Vogeler, Band 1, Bremen 2020, S. 188–219.
5. ↑  kuenstlerbund.de: Ordentliche Mitglieder des Deutschen Künstlerbundes seit der Gründung 1903 / Schaefer, Edmund (Memento vom 24. Februar 2017 im Internet Archive)
6. ↑  Treffpunkt-Kunst.net - Künstlernamen Listing Q-S
7. ↑  Schaefer, Edmund. In: Theodor Kellenter: Die Gottbegnadeten : Hitlers Liste unersetzbarer Künstler. Kiel: Arndt, 2020, ISBN 978-3-88741-290-6, S. 189

| Personendaten    | Personendaten                               |
| ---------------- | ------------------------------------------- |
| NAME             | Schaefer, Edmund                            |
| ALTERNATIVNAMEN  | Schaefer-Osterhold, Edmund                  |
| KURZBESCHREIBUNG | deutscher Graphiker, Maler, Hochschullehrer |
| GEBURTSDATUM     | 9. Juni 1880                                |
| GEBURTSORT       | Bremen                                      |
| STERBEDATUM      | 24. November 1959                           |
| STERBEORT        | Unterwössen bei München                     |